# Batangas (ville)
Batangas est une ville de 1re classe, capitale de la province de Batangas aux Philippines. Selon le recensement de 2010 elle est peuplée de 305 607 habitants. Surnommée « Ville portuaire industrialisée de Calabarzon », Batangas est considérée comme l'une des villes les plus rapidement urbanisées des Philippines.

## Barangays
Batangas est divisée en 105 barangays.
- Barangay 1
- Barangay 2
- Barangay 3
- Barangay 4
- Barangay 5
- Barangay 6
- Barangay 7
- Barangay 8
- Barangay 9
- Barangay 10
- Barangay 11
- Barangay 12
- Barangay 13
- Barangay 14
- Barangay 15
- Barangay 16
- Barangay 17
- Barangay 18
- Barangay 19
- Barangay 20
- Barangay 21
- Barangay 22
- Barangay 23
- Barangay 24
- Alangilan
- Balagtas
- Balete
- Banaba Center
- Banaba West
- Banaba East
- Banaba South
- Bilogo
- Bolbok
- Bucal
- Calicanto
- Catandala
- Concepcion
- Conde Itaas
- Conde Labac
- Cumba
- Cuta
- Dalig
- Dela Paz West
- Dela Paz Pulot Aplaya
- Dela Paz Pulot Itaas
- Dumuclay
- Dumantay
- Gulod Itaas
- Gulod Labac
- Haligue West
- Haligue East
- Ilijan
- Kumintang Ibaba
- Kumintang Ilaya
- Libjo
- Liponpon, Verde Island
- Maapaz
- Mahabang Dahilig
- Mahabang Parang
- Mahacot East
- Mahacot West
- Malalim
- Malibayo
- Malitam
- Maruclap
- Mabacong
- Pagkilatan
- Paharang West
- Paharang East
- Pallocan West
- Pallocan East
- Pinamucan Ibaba
- Pinamucan West
- Pinamucan East
- Sampaga
- San Agapito, Verde Island
- San Agustin West, Verde Island
- San Agustin East, Verde Island
- San Andres, Verde Island
- San Antonio, Verde Island
- San Isidro
- San Jose Sico
- San Miguel
- San Pedro
- Santa Clara
- Santa Rita Aplaya
- Santa Rita Karsada
- Santo Domingo
- Santo Niño
- Simlong
- Sirang Lupa
- Sorosoro Ibaba
- Sorosoro Ilaya
- Sorosoro Karsada
- Tabangao Aplaya
- Tabangao Ambulong
- Tabangao Dao
- Talahib Pandayan
- Talahib Payapa
- Talumpok Kanluran
- Talumpok Silangan
- Tingga Itaas
- Tingga Labac
- Tulo
- Wawa

## Démographie
| Année | Habitants | Évolution |
| ----- | --------- | --------- |
| 1995  | 211 879   | -         |
| 2000  | 247 588   | 16,85 %   |
| 2007  | 295 231   | 19,24 %   |
| 2010  | 305 607   | 3,51 %    |